# ABBA 박물관
ABBA 박물관(스웨덴어: Abbamuseet, 영어: ABBA The Museum)은 스웨덴 스톡홀름에 있는 박물관이다. 2013년 5월 개관하였으며 팝 밴드 ABBA에 관한 것을 전시한다.